# Miss República Checa
Miss República Checa (en inglés: Miss Czech Republic) es un concurso de belleza nacional en la República Checa. Se encarga de seleccionar a las representantes del país para los concursos Miss Mundo, Miss Internacional, Miss Supranacional, Miss Grand Internacional, Miss Intercontinental y Top Model of the World.

## Historia
El concurso fue fundado en 2010 por Taťána Makarenko bajo el nombre de Miss Face Czech Republic (Miss Rostro República Checa) y en 2018 cambió el nombre a Miss Czech Republic (Miss República Checa).

## Ganadoras

### 2010-2019
Miss Mundo
     Miss Grand International
     Miss Supranacional
     Miss International
     Miss Intercontinental
     Miss Global
     Miss Globe International
     Miss Tourism Queen International
     Miss Turismo Internacional
| Año     | Miss República Checa                 | Finalistas                      | Finalistas                        | Finalistas                 | Finalistas             |
| Año     | Miss República Checa                 | 1.ª finalista                   | 2.ª finalista                     | 3.ª finalista              | 4.ª finalista          |
| ------- | ------------------------------------ | ------------------------------- | --------------------------------- | -------------------------- | ---------------------- |
| 2010    | Lucie Klukavá (Ostrava)              | Pavlína Richtářová (Haňovice)   | Kateřina Marečková (Předboj)      | No otorgado                | No otorgado            |
| 2011    | Lenka Hovorková (Chrudim)            | Lucie Zatloukalová (Olomouc     | Veronika Matrasová (Pardubice)    | No otorgado                | No otorgado            |
| 2012    | Zuzana Juračková (Praga)             | Lucie Kovandová (Dolní Kounice) | Patricie Skálová (Praga)          | No otorgado                | No otorgado            |
| 2013    | Šárka Karnetová (Praga)              | Julie Řeháková (Praga)          | Simona Kopečná (Praga)            | Nikola Franková (Praga)    | No otorgado            |
| 2014    | Nela Prášilová (Praga)               | Claudie Bezpalcová (Praga)      | Veronika Dejová (Jihlava)         | Monika Vrágová (Praga)     | No otorgado            |
| 2015    | Monika Vaculíková (Bruntál)          | Natálie Myslíková (Praga)       | Nikola Bechyňová (Praga)          | Veronika Thielová (Praga)  | No otorgado            |
| 2016    | Nikola Uhlířová (Baška)              | Alice Činčurová (Praga)         | Zuzana Straková (Brno)            | Sarah Karolyiová (Praga)   | No otorgado            |
| 2017/18 | Kateřina Kasanová (Semily)           | Kristýna Langová (Praga)        | Daniela Zálešáková (Most)         | Veronika Volkeová (Praga)  | No otorgado            |
| 2019    | Denisa Spergerová (České Budějovice) | Maria Boichenko (Praga)         | Andrea Prchalová (Havlíčkův Brod) | Miroslava Pikolová (Praga) | Hana Vágnerová (Praga) |

### 2020-2022
Miss Mundo
     Miss Grand Internacional
     Miss Supranacional
     Miss Internacional
     Miss Intercontinental
     Top Model of the World
| Año     | Miss República Checa      | Miss Supranacional República Checa     | Miss Internacional República Checa | Miss Grand República Checa         | Miss Intercontinental República Checa |
| ------- | ------------------------- | -------------------------------------- | ---------------------------------- | ---------------------------------- | ------------------------------------- |
| 2020/21 | Karolína Kopíncová (Brno) | Angelika Kostyshynová (Ústí nad Labem) | Natálie Kočendová (Karviná)        | Barbora Aglerová (Praga)           | Veronika Šmídová (Prostějov)          |
| Año     | Miss República Checa      | Miss Supranacional República Checa     | Miss Grand República Checa         | Miss Internacional República Checa | Miss Intercontinental República Checa |
| 2022    | Krystyna Pyszková (Praga) | Kristýna Malířová (Ústí nad Labem)     | Mariana Becková (Praga)            | Adéla Maděryčová (Břeclav)         | Karolína Syroťuková (Ústí nad Labem)  |

### 2023-presente
A partir de 2023, el concurso se llevó a cabo en dos etapas con el mismo grupo de candidatas. La primera etapa fue para determinar a la representante del país para Miss Grand Internacional por separado, y las candidatas restantes compitieron nuevamente en la segunda etapa, donde se determinaron las representantes para Miss Mundo, así como para otros concursos internacionales.
     Miss Mundo
     Miss Grand Internacional
     Miss Supranacional
     Miss Internacional
     Miss Intercontinental
     Miss Tierra
| Año  | Miss República Checa        | Miss Grand República Checa | Miss Supranacional República Checa | Miss Internacional República Checa | Miss Intercontinental República Checa |
| ---- | --------------------------- | -------------------------- | ---------------------------------- | ---------------------------------- | ------------------------------------- |
| 2023 | Justýna Zedníková (Praga)   | Sophia Osako (Praga)       | Marie Jedličková (Praga)           | Dominika Něměcková (Praga)         | Anna Benešová (Praga)                 |
| 2024 | Adéla Štroffeková (Praga)   | Veronika Biasiol (Praga)   | Michaela Macháčková (Praga)        | Alina Demenťjeva (Vysočina)        | Julie Smékalová (Praga)               |
| Año  | Miss República Checa        | Miss Grand República Checa | Miss Supranacional República Checa | Miss Internacional República Checa | Miss Tierra República Checa           |
| 2025 | Linda Górecká (Dětmarovice) | Markéta Mörwicková (Praga) | Karolína Gorylová (Český Těšín)    | Simona Procházková (Praga)         | Natálie Puškinová (Brno)              |

## Representación internacional

### Miss Mundo República Checa
: Declarada como ganadora
     : Terminó como finalista
     : Terminó como una de las semifinalistas o cuartofinalistas
     : Terminó como ganadora de premios especiales
| Año  | Ciudad           | Miss Mundo República Checa | Título                       | Posición en Miss Mundo | Premios especiales                                                                 |
| ---- | ---------------- | -------------------------- | ---------------------------- | ---------------------- | ---------------------------------------------------------------------------------- |
| 2026 |                  | Linda Górecká              | Miss República Checa 2025    | Por Competir           | Por Competir                                                                       |
| 2025 | Praga            | Adéla Štroffeková          | Miss República Checa 2024    | No Clasificó           | - Talento (Top 24)                                                                 |
| 2023 | Praga            | Krystyna Pyszková          | Miss República Checa 2022    | Miss Mundo 2023        | - Mejor Vestido de Diseñador - Beauty with a Purpose (Top 10) - Top Model (Top 20) |
| 2021 | Brno             | Karolína Kopíncová         | Miss República Checa 2020/21 | Top 13                 | - Beauty with a Purpose (Top 10) - Top Model (Top 13)                              |
| 2019 | České Budějovice | Denisa Spergerová          | Miss República Checa 2019    | No clasificó           | - Top Model (Top 10)                                                               |
| 2018 | Semily           | Kateřina Kasanová          | Miss República Checa 2017/18 | No clasificó           | - Talento (Top 12)                                                                 |
| 2013 | Dolní Kounice    | Lucie Kovandová            | 1.ª finalista de 2012        | No clasificó           | - Beach Fashion (Top 33)                                                           |

### Miss Internacional República Checa
: Declarada como ganadora
     : Terminó como finalista
     : Terminó como una de las semifinalistas o cuartofinalistas
     : Terminó como ganadora de premios especiales
| Año  | Miss Internacional República Checa | Ciudad         | Título                                  | Posición en Miss Internacional | Premios especiales |
| ---- | ---------------------------------- | -------------- | --------------------------------------- | ------------------------------ | ------------------ |
| 2024 | Alina Demenťjeva                   | Vysočina       | Miss Internacional República Checa 2024 | Top 8                          |                    |
| 2023 | Dominika Němečková                 | Praga          | Miss Internacional República Checa 2023 | No clasificó                   |                    |
| 2022 | Adéla Maděryčová                   | Břeclav        | Miss Internacional República Checa 2022 | No clasificó                   |                    |
| 2019 | Andrea Prchalová                   | Havlíčkův Brod | 2.ª finalista de 2019                   | No clasificó                   |                    |
| 2018 | Daniela Zálešáková                 | Most           | 2.ª finalista de 2017/18                | No clasificó                   |                    |
| 2017 | Alice Činčurová                    | Praga          | 1.ª finalista de 2016                   | No clasificó                   |                    |

### Miss Supranacional República Checa
: Declarada como ganadora
     : Terminó como finalista
     : Terminó como una de las semifinalistas o cuartofinalistas
     : Terminó como ganadora de premios especiales
| Año  | Miss Supranacional ca | Ciudad         | Título                                     | Posición en Miss Supranacional | Premios especiales                                                                      |
| ---- | --------------------- | -------------- | ------------------------------------------ | ------------------------------ | --------------------------------------------------------------------------------------- |
| 2026 | Karolina Gorylová     |                | Miss Supranacional República Checa 2025    | Por Competir                   | Por Competir                                                                            |
| 2025 | Michaela Macháčková   | Praga          | Miss Supranacional República Checa 2024    | Top 12                         | - Top Model (Top 10)                                                                    |
| 2024 | Justýna Zedníková     | Praga          | Miss República Checa 2023                  | Segunda finalista              | - Grupo 1 del Supra Chat (Top 5)                                                        |
| 2023 | Marie Jedličková      | Praga          | Miss Supranacional República Checa 2023    | No clasificó                   | - Top Model de Europa - Miss Talento (Top 29)                                           |
| 2022 | Kristýna Malířová     | Ústí nad Labem | Miss Supranacional República Checa 2022    | Top 12                         | - Top Model - Miss Supra Influencer (Top 42)                                            |
| 2021 | Angelika Kostyshynová | Ústí nad Labem | Miss Supranacional República Checa 2020/21 | Top 24                         | - Miss Elegancia (Top 11)                                                               |
| 2019 | Hana Vágnerová        | Praga          | 4.ª finalista de 2019                      | Top 10                         | - Miss Supranacional Europa - Supra Fan Vote (Top 10) - Supra Chat con Valeria (Top 10) |
| 2015 | Taťána Makarenko      | Praga          | Designada                                  | Top 20                         | - Miss Fotogénica - Mejor Cuerpo (Top 3)                                                |
| 2013 | Lucie Klukavá         | Ostrava        | Miss República Checa 2010                  | No clasificó                   |                                                                                         |
| 2012 | Michaela Dihlová      | Kozmice        | Designada                                  | Segunda finalista              | - Miss Fotogénica                                                                       |
| 2011 | Aneta Grabcová        | Hodonín        | Designada                                  | No clasificó                   |                                                                                         |
| 2010 | Hana Verná            | Praga          | Designada                                  | Primera finalista              |                                                                                         |
| 2009 | Aneta Zelena          | Prostějov      | Designada                                  | No clasificó                   |                                                                                         |

### Miss Grand República Checa
: Declarada como ganadora
     : Terminó como finalista
     : Terminó como una de las semifinalistas o cuartofinalistas
     : Terminó como ganadora de premios especiales
| Año  | Miss Grand República Checa | Ciudad           | Título                             | Posición en Miss Grand Internacional | Premios especiales                |
| ---- | -------------------------- | ---------------- | ---------------------------------- | ------------------------------------ | --------------------------------- |
| 2024 | Veronica Biasiol           | Praga            | Miss Grand República Checa 2024    | No clasificó                         |                                   |
| 2023 | Sophia Osako               | Praga            | Miss Grand República Checa 2023    | Top 20                               |                                   |
| 2022 | Mariana Becková            | Praga            | Miss Grand República Checa 2022    | Cuarta finalista                     | - Miss Redes sociales             |
| 2021 | Barbora Aglerová           | Praga            | Miss Grand República Checa 2020/21 | No clasificó                         |                                   |
| 2020 | Denisa Spergerová          | České Budějovice | Miss República Checa 2019          | Top 10                               | - Mejor en Traje de Baño (Top 10) |
| 2019 | Maria Boichenko            | Praga            | 1.ª finalista de 2019              | Top 20                               |                                   |
| 2018 | Kristýna Langová           | Praga            | 1.ª finalista de 2017/18           | No clasificó                         |                                   |
| 2017 | Nikola Uhlířová            | Baška            | Miss República Checa 2016          | Cuarta finalista                     |                                   |
| 2016 | Monika Vaculíková          | Bruntál          | Miss República Checa 2015          | No clasificó                         |                                   |
| 2015 | Taťána Makarenko           | Praga            | Designada                          | Top 20                               |                                   |
| 2014 | Jana Zapletarova           | Praga            | iMiss 2011                         | No clasificó                         |                                   |
| 2013 | Markéta Břízová            | Ostrava          | Top 10 de Česká Miss 2013          | No clasificó                         |                                   |

### Miss Intercontinental República Checa
: Declarada como ganadora
     : Terminó como finalista
     : Terminó como una de las semifinalistas o cuartofinalistas
     : Terminó como ganadora de premios especiales
| Año  | Miss Intercontinental República Checa | Ciudad    | Título                                        | Posición en Miss Intercontinental | Premios especiales              |
| ---- | ------------------------------------- | --------- | --------------------------------------------- | --------------------------------- | ------------------------------- |
| 2024 | Julie Smékalová                       | Praga     | Miss Intercontinental República Checa 2024    | Top 22                            |                                 |
| 2023 | Anna Benešová                         | Praga     | Miss Intercontinental República Checa 2023    | Top 22                            |                                 |
| 2022 | Karolína Syroťuková                   | Praga     | Miss Intercontinental República Checa 2022    | Top 20                            | - Miss Meraki Model por Sunrise |
| 2021 | Veronika Šmídová                      | Prostějov | Miss Intercontinental República Checa 2020/21 | Top 20                            |                                 |
| 2019 | Miroslava Pikolová                    | Praga     | 3.ª finalista de 2019                         | Top 20                            |                                 |
| 2018 | Veronika Volkeová                     | Praga     | 3.ª finalista de 2017/18                      | Top 20                            |                                 |
| 2017 | Sarah Karolyiová                      | Praga     | 3.ª finalista de 2016                         | Top 15                            |                                 |
| 2016 | Veronika Thielová                     | Praga     | 3.ª finalista de 2015                         | Top 15                            | - Mejor Sonrisa                 |
| 2015 | Natálie Myslíková                     | Praga     | 1.ª finalista de 2015                         | Top 15                            |                                 |

### Top Model of the World
: Declarada como ganadora
     : Terminó como finalista
     : Terminó como una de las semifinalistas o cuartofinalistas
     : Terminó como ganadora de premios especiales
| Año  | Top Model of the World República Checa | Ciudad  | Título                                     | Posición en Top Model of the World | Premios especiales                                        |
| ---- | -------------------------------------- | ------- | ------------------------------------------ | ---------------------------------- | --------------------------------------------------------- |
| 2021 | Natálie Kočendová                      | Karviná | Miss Internacional República Checa 2020/21 | Top Model of the World 2021        | - Premio al Mejor Estilo - Miss Fotogénica - Miss Sunrise |